# Тополя (Словакия)
Тополя (словац. Topoľa) — село в Словакии, Снинского района, Прешовского края. Расположено на северо-востоке Словакии недалеко от границы с Польшей и с Закарпатьем.

## Население
| Год:                | 1994 | 2004     | 2014     | 2024    |
| ------------------- | ---- | -------- | -------- | ------- |
| Количество человек: | 252  | 197      | 154      | 152     |
| Разница:            |      | −21,82 % | −21,82 % | −1,29 % |